# Sonata para piano n.º 13 (Schubert)

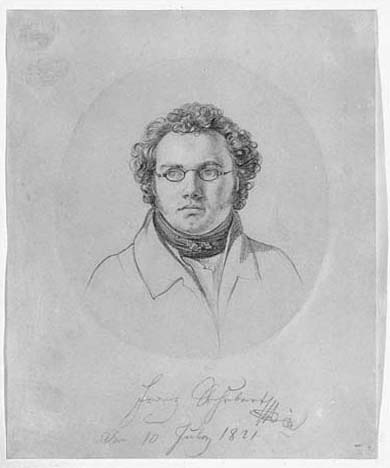
Schubert en 1821

La Sonata para piano núm. 13 en la mayor D 664 (Op. Post. 120) es una obra de Franz Schubert escrita en el verano de 1819.

## Historia de la composición
En el verano de 1819, Schubert realizó un viaje a la Alta Austria en compañía de su amigo Johann Michael Vogl, un famoso barítono. Durante el trayecto realizaron varios pequeños conciertos interpretando algunos de los Lieder del músico. Una vez en Steyr, fueron recibidos por Sylvester Paumgartner, un industrial amante de la música y mecenas de las artes. Precisamente para las veladas musicales celebradas en la casa de su anfitrión, Schubert escribió en este período el Quinteto para piano y cuerdas en La mayor D 667, también conocido como La Trucha y más tarde la Sonata en La mayor. El compositor se la dedicó a Josephine von Koller, una joven que disfrutaba tocando el piano. Esta obra maestra de la escritura pianística fue publicada, sin embargo, varios años después de su composición, tras la muerte del músico, en 1829, por la editorial Czerny de Viena.

## Estructura y análisis
1. Allegro moderato (La mayor)
2. Andante (Re mayor)
3. Allegro (La mayor)

La Sonata en La mayor es de formato pequeño en comparación con otras escritas por el músico; de hecho, está planteada en solo tres movimientos y la partitura consta de solo catorce páginas. Quizás por esta brevedad de proporciones y por la gran afectividad y lirismo presente en su música, la composición siempre ha tenido un gran éxito de público desde finales del siglo XIX hasta la actualidad.
El primer movimiento, Allegro moderato, se plantea desde el principio en un pequeño Lied con exposición, desarrollo y reexposición regulares, seguido inmediatamente por un segundo motivo que tiene todas las cualidades de un tema independiente, desarrollado y reafirmado con relativa claridad. La riqueza sonora y el dinamismo de esta segunda parte tiene características y contrastes casi orquestales, pero solo en sonoridad, con la tranquilidad y serenidad del comienzo; no hay contraste real entre los dos motivos también porque se expresan en la misma tonalidad. La primera melodía, de notable perfección, es muy lírica y dulce; el segundo tema en cambio se caracteriza por un ritmo regular y un toque claro que sugiere una reminiscencia del sonido de unos carillones. La coda, corta y elegante, trae de vuelta, inesperadamente, una repetición del primer tema tocado en pianissimo y después termina casi desapareciendo.
El segundo movimiento, Andante, sigue siendo una pieza relacionada con un Lieder; la melodía es, de hecho, cantábile con un ritmo tranquilo, casi danzante, en compás de 3/4. Poco a poco, sin embargo, la calma de la canción adquiere una inquietud melancólica. Si bien no presenta un segundo tema, el primero es transformado y variado, gracias sobre todo a una hábil técnica pianística, para resaltar dos aspectos diferentes del mismo.
El movimiento final, Allegro, está en forma sonata con dos temas; se diferencia del primer movimiento en la clara distinción entre los dos motivos principales con una parte que tiene una función de conexión entre ellos. La escritura es alegre y brillante, con características virtuosas. La atención se centra sobre todo en el segundo tema, de la feliz concepción, hábilmente llevado al desarrollo y variaciones. El pasaje, de considerable encanto, se ha hecho muy famoso y también ha sido utilizado en la opereta Das Dreimäderlhaus (La casa de las tres niñas), compuesta sobre la vida de Franz Schubert.